# Književnost u 1671.
◄◄ | ◄ | 1668. | 1669. | 1670. | 1671.  | 1672. | 1673. | 1674. | ► | ►►
Arhitektura • Astronomija • Biologija • Glazba • Kazalište • Kemija • Kiparstvo • Knjige • Književnost • Kršćanstvo • Medicina • Politika • Pravo • Promet • Slikarstvo • Znanost
Književnost u 1671.

## Hrvatska i u Hrvata

### Smrti
- 30. travnja – Fran Krsto Frankapan, hrvatski plemić, vojskovođa i pjesnik (* 1643.)
- 6. lipnja – Petar Zrinski, hrvatski ban, vojskovođa i pjesnik (* 1621.)

## Vanjske poveznice
|  | Zajednički poslužitelj ima još gradiva o temi Književnost u 1671. |